# 方贵伦
方贵伦（1946年9月28日—），祖籍廣東省惠州市惠阳区，马来西亚吉隆坡武吉免登行动党国会议员，1968年入党，也是民主行动党全国财政兼直辖区署理主席。